# 神弓-KAMIYUMI-
『神弓-KAMIYUMI-』（かみゆみ、原題：최종병기 활（→最終兵器 弓））は、2011年公開の韓国映画。17世紀の丙子の乱を舞台としたアクション映画。韓国で747万人を動員し、2011年の年間興行成績第1位を獲得した。

## ストーリー
逆賊とされた父を眼前で殺された兄妹。13年の時を経て父の教えを胸に弓の名手となった兄。美しく成長した妹。
侵略してきた清国の捕虜となり連れ去られた妹を救出すべく、父の形見の“神弓”を手に10万の大軍に孤高の戦いを挑む。

## キャスト
()内は日本語吹き替えの担当声優。
- ナミ（チェ・ナミ）：パク・ヘイル（小森創介）
- ジャイン（チェ・ジャイン）：ムン・チェウォン（東條加那子）
- ジュシンタ：リュ・スンリョン（間宮康弘）
- ソグン（キム・ソグン）：キム・ムヨル（遠藤純平）
- ノガミ：大谷亮平（田谷隼）
- 清国の王子トルゴン：パク・ギウン（朝鮮語版）（杉山紀彰）
- カビョン：イ・ハヌィ（石住昭彦）
- キム・ムソン：イ・ギョンヨン（根本泰彦）
- ワナン：イ・スンジュン（西健亮）
- カンドゥ：キム・グテク（木村武文）

## スタッフ
- 監督・脚本：キム・ハンミン（朝鮮語版）
- エグゼクティブプロデューサー：ソン･ガンイク、パク・ヒョンテ
- プロデューサー：チャン･ウォンソク、キム・ソンファン
- 撮影・音楽：キム・テソン
- 武術監督：オ・セヨン、チェ・テファン
- 美術：チャン・チュンサウンド